# Zevonia Vieira
Maria Zevonia Fernandes Vieira ist eine Journalistin aus Osttimor. Am 8. Februar 2020 wurde Vieira als Nachfolgerin von David Hugo Präsidentin der Associação de Jornalistas de Timor-Leste (AJTL). Die AJTL ist auch im nationalen Presserat vertreten.
Von 2008 bis 2010 arbeitete Vieira bei der UNMIT als Assistentin für Fernsehproduktionen. Seit 2010 ist sie Assistant Media Manager bei Search for common ground Timor-Leste und seit 2017 Chefredakteurin beim osttimoresischen Nachrichtenportal Tafara.tl. Von UN Women wurde sie auf eine Liste von fünf Experten aus Asien und Europa gesetzt, die als wesentliche Kräfte zur Bekämpfung der COVID-19-Pandemie außerhalb der Behörden gezählt werden. Vieira drängte die osttimoresische Regierung wegen der Gesundheitsbedrohung ein Pressezentrum einzurichten und die Social Media zu nutzen, um die Bevölkerung über die Situation laufend zu informieren.
Vieira ist alleinstehend und hat einen Sohn.